# 东皂户遗址
东皂户遗址，位于山东省青岛市黄岛区琅琊镇东皂户村，是中华人民共和国山东省文物保护单位之一。
1977年12月23日，授予山东省文物保护单位，是一座古遗址。